# 芒硝
芒硝（Mirabilite），矿物名，是十水合硫酸钠的俗称，化學式为Na2SO4‧10H2O（硫酸钠与水分子结合形成的结晶），单斜晶系，晶体短柱状，集合体呈致密块状或皮壳状等，无色透明，有时带浅黄或绿色。玻璃光泽；硬度1.5-2；比重1.4-1.5；解理平行{100}完全；其他方向具贝壳状断；口味较苦。失水后称无水芒硝。
虽然名称中含有“硝”，但跟硝酸或硝酸盐没有任何联系。

## 用途

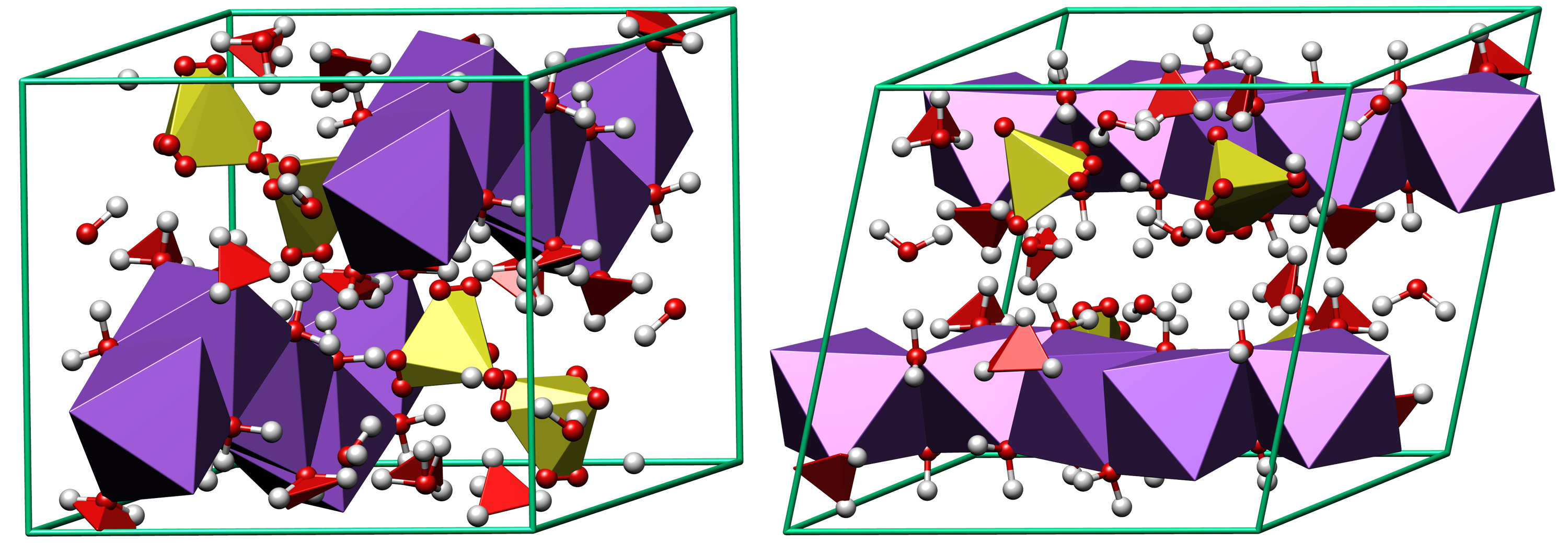
芒硝的晶体结构

### 医学用途
芒硝具有泻下通便、润燥软坚、清火消肿之功效，常用于实热积滞，腹满胀痛，大便燥结，肠痈肿痛等病症的治疗，可用作泻药。也可外用，用于治疗乳痈、痔疮肿痛等。芒硝为中药喷剂西瓜霜的主要成分。

### 工業用途
工业上广泛用于漂染，制造玻璃及苏打，及制作洗衣粉等。中国芒硝储量居世界第一。芒硝矿主要分布于四川、湖北、西藏、内蒙古等地盐湖中，系化学沉淀的产物。

### 蓄熱
芒硝在32.38°C以上时发生熔化现象，即溶于自身的结晶水中，同时吸收热量。其熔化热为77kJ/mol。这表明它可作为一种潜热材料，并用以调节室温。通常将装有芒硝的聚乙烯管安装在房屋的外墙内，当太阳照射时，它能熔化吸热，达到蓄热作用，使室内保持较低的温度；晚上它又可缓慢凝结而释放热量，使室内保持一定温度。

### 製取硫酸鈉（元明粉）
古代<要藥分劑>一書有記載蒸發芒硝（十水合硫酸鈉）以製取元明粉（硫酸鈉）。

## 外部連結
- 芒硝 中藥材圖像數據庫  (香港浸會大學中醫藥學院) （中文）（英文）
- 芒硝 Mang Xiao （页面存档备份，存于） 中藥標本數據庫 (香港浸會大學中醫藥學院) （繁體中文）（英文）